# Jana Janatová
Jana Janatová, provdaná Havlatová (* 1. března 1968 Benátky nad Jizerou) je bývalá česká dětská herečka a baletka. V současnosti působí jako taneční instruktorka a módní návrhářka.

## Osobní život
Pochází z Benátek nad Jizerou, kde také navštěvovala základní školu, kterou absolvovala v roce 1982. Poté studovala balet na Taneční konzervatoři v Praze.
Žije v obci Xaverov spolu se svým manželem Petrem, který podniká v zahradnictví, dcerou Simonou a syny Petrem a Šimonem.

## Profesní život
Už na konzervatoři se přihlásila do konkurzu na seriál My všichni školou povinní a režisér Ludvík Ráža ji obsadil do role Jitky. Poté se věnovala herecké kariéře. Kariéru ukončila v roce 1988 rolí Ludmily Karasové v seriálu Cirkus Humberto. Poté se naplno věnovala tanci a baletu. Tancovala v taneční skupině UNO.
Byla sólistkou baletu HD Karlín a trenérka SVS Sparta Praha – sportovní gymnastika. Trénovala také krasobruslaře Tomáše Vernera. Vedla dramatický kroužek v Sázavě a založila dětské muzikálové divadlo, pro které psala i scénáře. K muzikálu Tři prasátka vydala CD.
Má vlastní půjčovnu společenských i svatebních šatů v Benešově. Svoje šaty si dokonce i navrhuje pod obchodní značkou HJ originál od roku 2012. V oblasti oděvní malby spolupracuje s oděvní výtvarnicí Libuší Zítkovou.
Vede kurzy klasického a moderního baletu, historických tanců menuet a tarantella a španělského tance flamenco ve Wellnessclub S-Centrum v Benešově.

## Filmografie

### Televizní seriály
- My všichni školou povinní (1984) – Jitka Povejšová
- Synové a dcery Jakuba skláře (1985) – Terezka Cirklová
- Cirkus Humberto (1988) – Ludmila Karasová

### Filmy
- Papilio (1986)